# KLM Cargo
KLM Cargo est la division fret de la compagnie aérienne néerlandaise KLM. Le hub principal de KLM Cargo est Amsterdam Schiphol, le même que la société mère (KLM). Les Boeing 747-400 Combi sont équipés pour accueillir des passagers sur la moitié avant de l'avion et du fret sur la moitié arrière. La limite entre ces deux compartiments étant réglable, cet avion apporte une plus grande flexibilité aux opérations.
KLM Cargo a rejoint SkyTeam Cargo en septembre 2004, quatre mois après la fusion d'Air France et de KLM.
Michael Wisbrun est le directeur de KLM Cargo.

## Flotte
- 3 Boeing 747-400ERF ;
- 17 Boeing 747-400M (dispositif Combi).

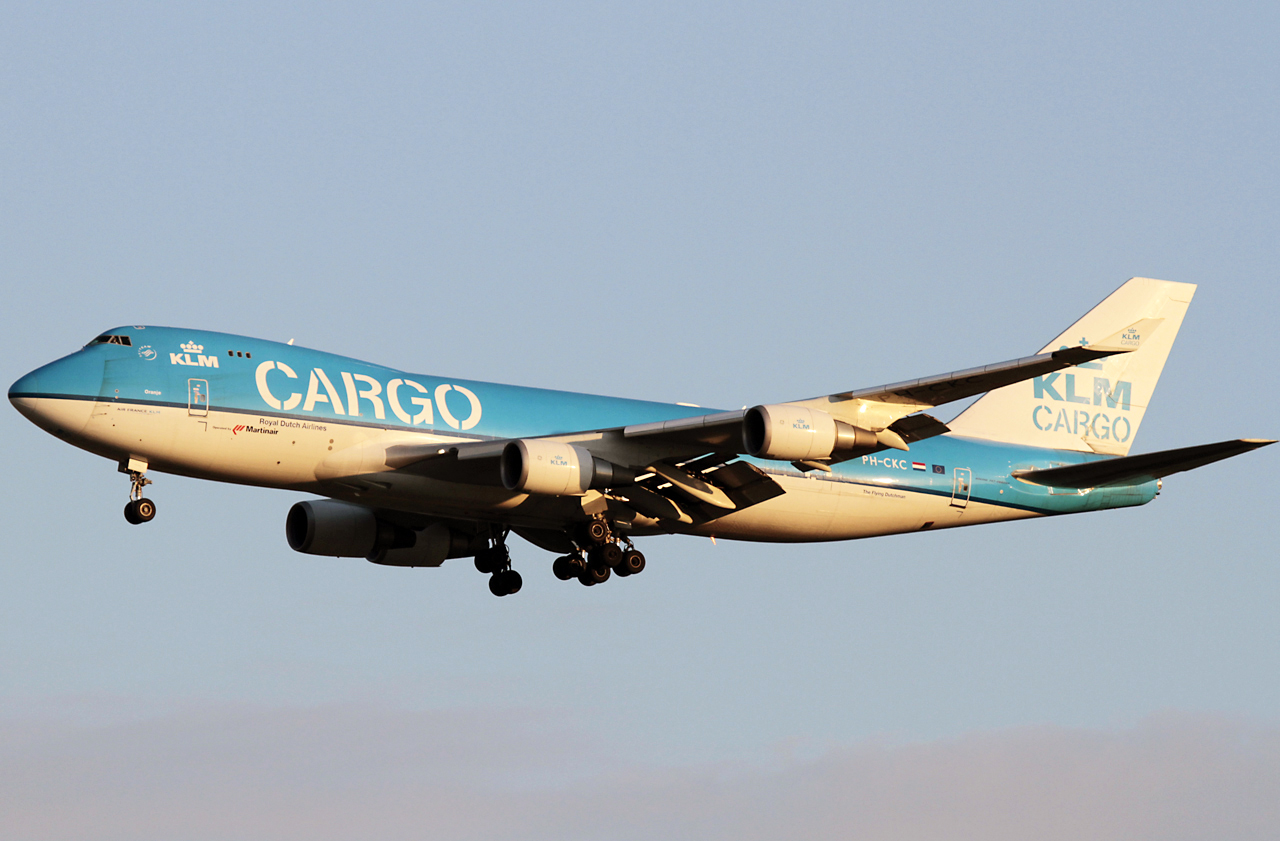
KLM Cargo Boeing 747-400ERF, PH-CKC, EHAM.
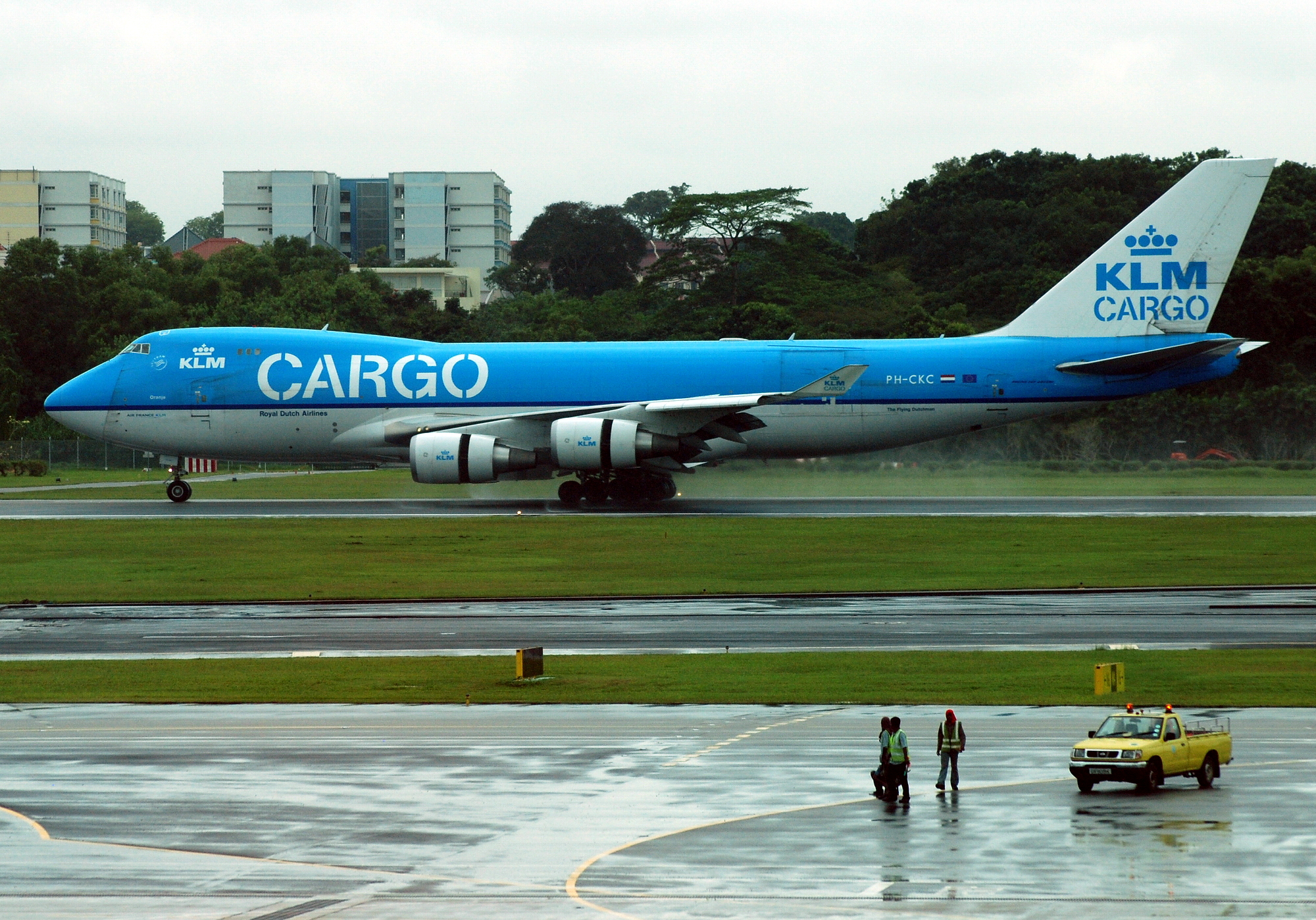
KLM Cargo Boeing 747-400ERF-SCD, PH-CKC, SIN.
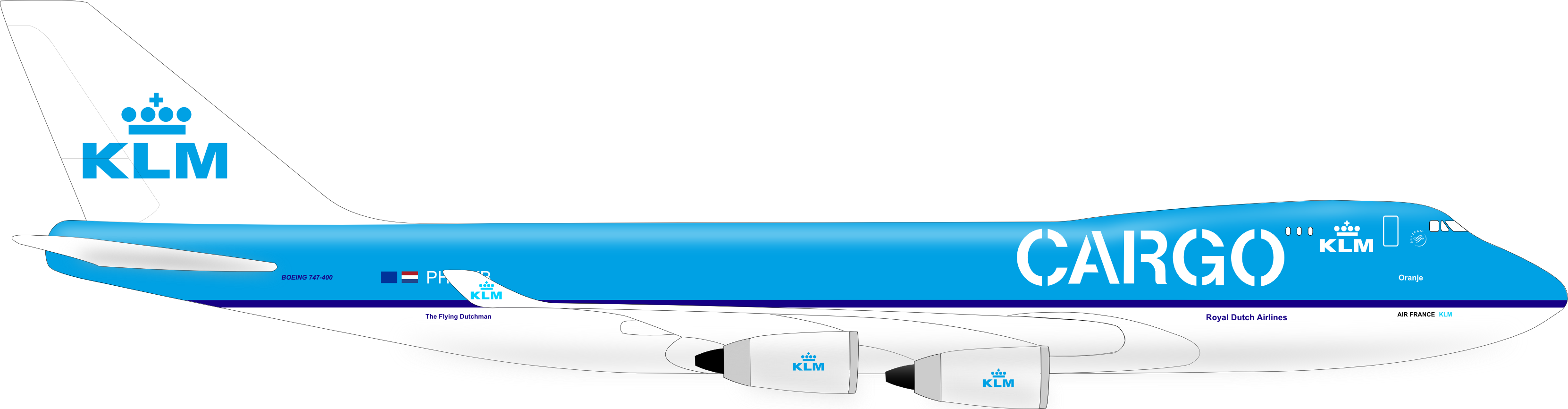
Boeing 747 de KLM Cargo.